# Liberté (politique)
Pour les articles homonymes, voir Liberté (homonymie).
 (décembre 2014).
La liberté politique est le droit, ou la possibilité, d'autodétermination comme expression de la volonté individuelle.

## Les types de libertés
Cette section devrait être déplacée dans l'article Libertés publiques.
Pour plus d’informations, se reporter en page de discussion. (décembre 2023)
Le concept de liberté est étroitement lié à ceux de liberté civile et de Droits de l'homme.
Les libertés protégées par la plupart des États démocratiques :
- liberté de conscience
- liberté de pensée
- liberté de religion
- liberté d'expression
- liberté de la presse
- liberté d'association
- liberté de réunion
- liberté de circulation
- liberté d'éducation

## Les points de vue
Ils diffèrent sur l'échiquier politique.
Pour Friedrich Hayek, la liberté (« Freedom » et « Liberty ») a probablement été le mot le plus abusivement utilisé dans l'histoire récente. Le socialisme en particulier aurait induit un glissement sémantique :

« Pour les grands apôtres de la liberté politique, être libre cela avait voulu dire être libre de toute coercition, de tout arbitraire exercé par autrui, être dégagé des liens qui obligeaient l'homme à obéir aux ordres de son supérieur. Mais la nouvelle liberté consistait à être libre de tout besoin, libre de l'obligation des circonstances qui limitent inévitablement, encore qu’inégalement, la possibilité de choix de chacun de nous. »

Pour le libertarianisme, la liberté est l'absence d'interférence gouvernementale dans la poursuite individuelle du bonheur.
La gauche insiste sur la liberté comme possibilité individuelle de réaliser son potentiel personnel.
Suivant les courants anarchistes, le sens du mot liberté recouvre des notions radicalement différentes voire antinomiques. Certains anarchistes individualistes (par opposition à l'« individualisme social ») et les anarcho-capitalistes prônent une liberté négative dans laquelle l'individu n'aurait pas ou peu de contraintes sociales, tandis que les anarchistes collectivistes défendent une liberté positive prenant la forme d'une organisation égalitaire.
Certains voient la liberté comme quasi-synonyme de démocratie, d'autres voient une opposition entre les deux concepts.
L'écologisme soutient que les libertés politiques devraient inclure des contraintes sociales pour la bonne utilisation de l'écosystème. L'utilisation de véhicule tout-terrain, la pratique du golf et l'étalement urbain sont en désaccord avec certaines idées de la liberté et de la préservation écologique.

## Les tendances récentes
Pour certains, la liberté est synonyme de système politique démocratique. Au XXe siècle, la croissance de la démocratie a été considérable dans les pays les plus développés. Dans les pays en développement, 33 % à 40 % des populations vivent dans un pays soumis à l'autoritarisme.